# Jiangshan
Die Stadt Jiangshan (chinesisch 江山市, Pinyin Jiāngshān Shì) ist eine kreisfreie Stadt der bezirksfreien Stadt Quzhou in der chinesischen Provinz Zhejiang. Die Fläche beträgt 2.020 Quadratkilometer und die Einwohnerzahl 494.412 (Stand: Zensus 2020). 1999 zählte Jiangshan 563.196 Einwohner.
Die Porzellan-Manufaktur von Sanqingkou (Sanqingkou zhici zuofang 三卿口制瓷作坊) steht seit 2006 auf der Liste der Denkmäler der Volksrepublik China (6-563).